# Zabytki w Mikołajkach

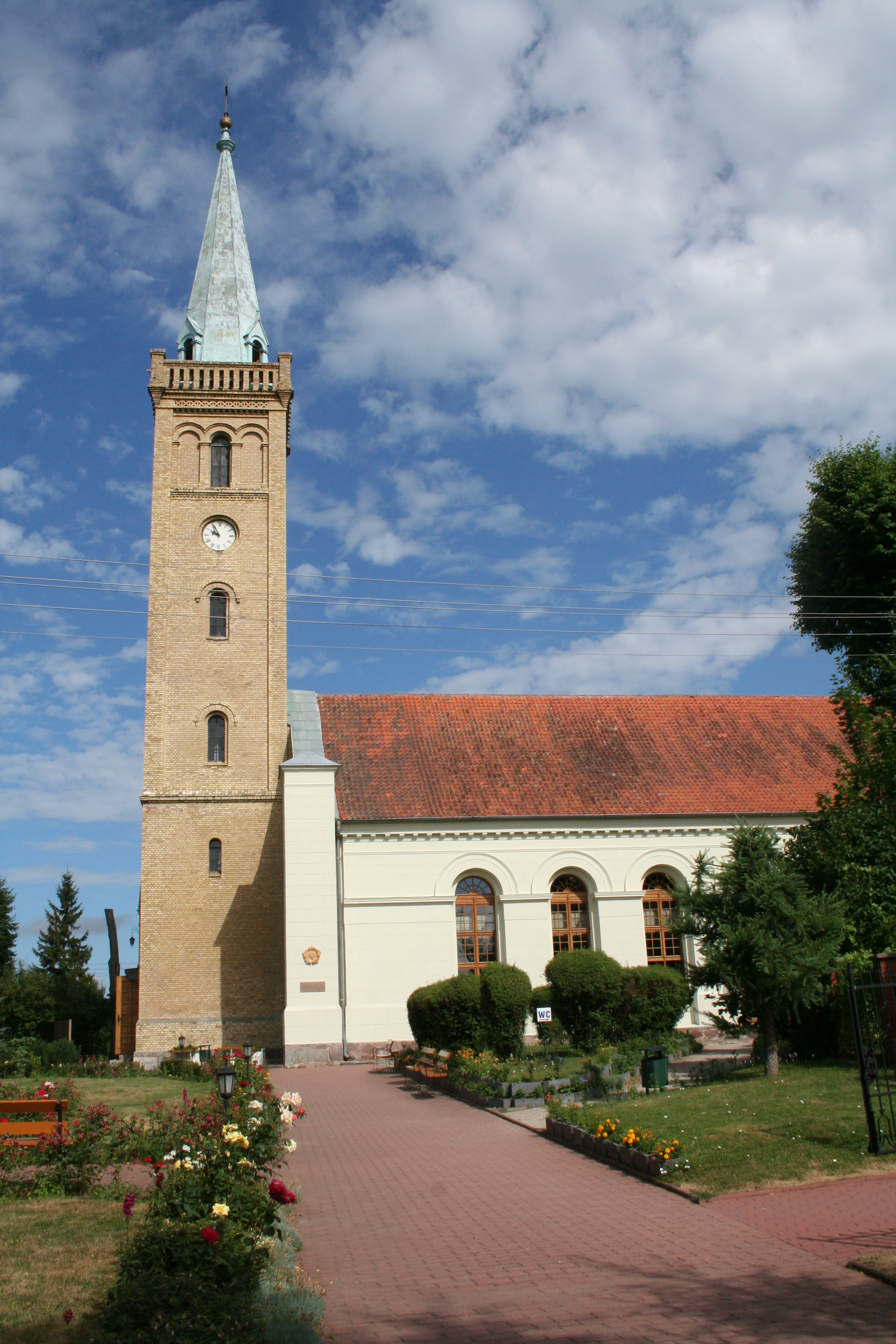
Kościół Świętej Trójcy z 1842 r.

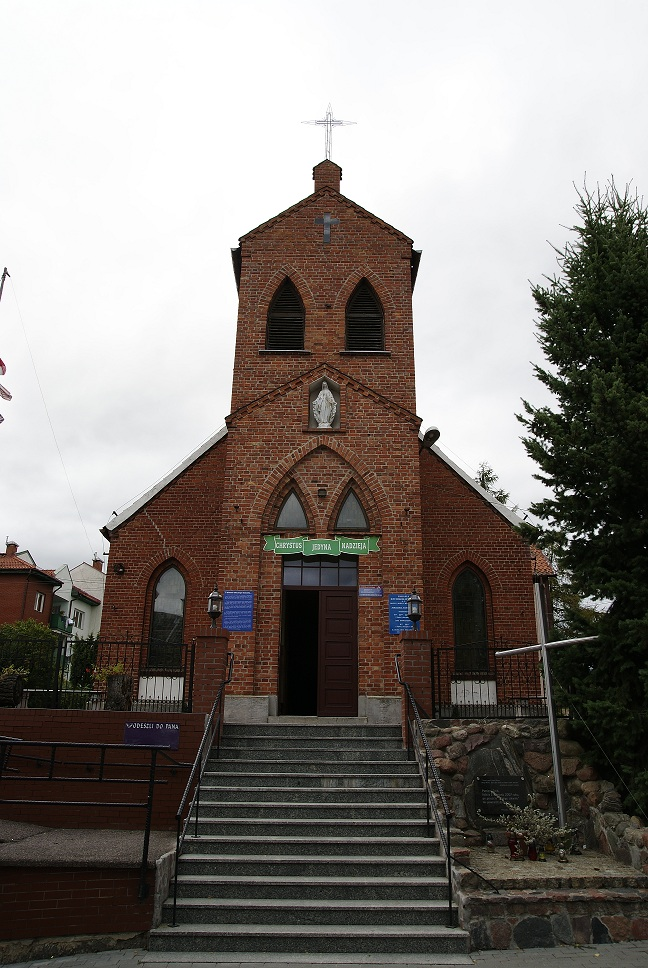
Kościół Matki Bożej Różańcowej z 1910 r.

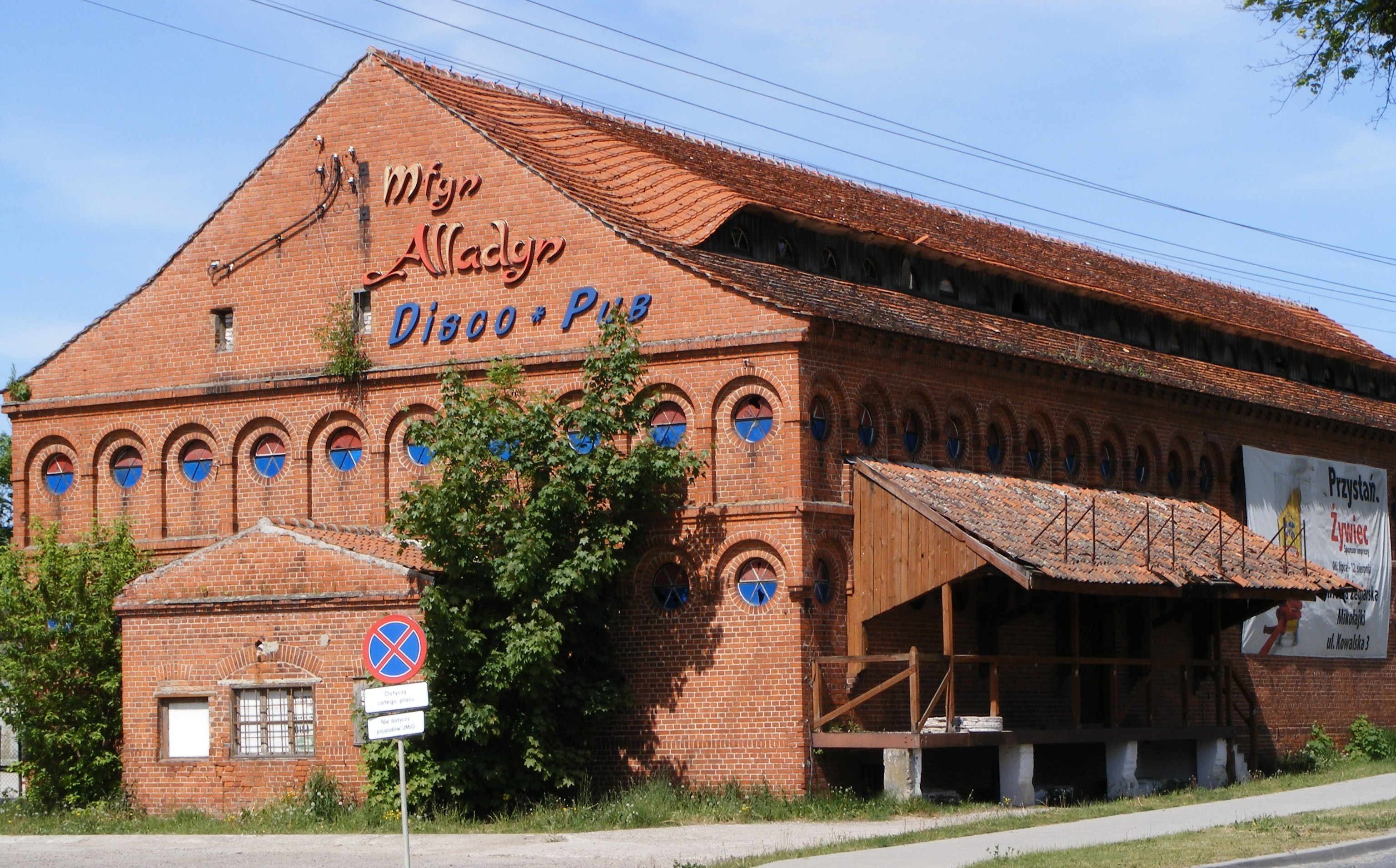
Młyn

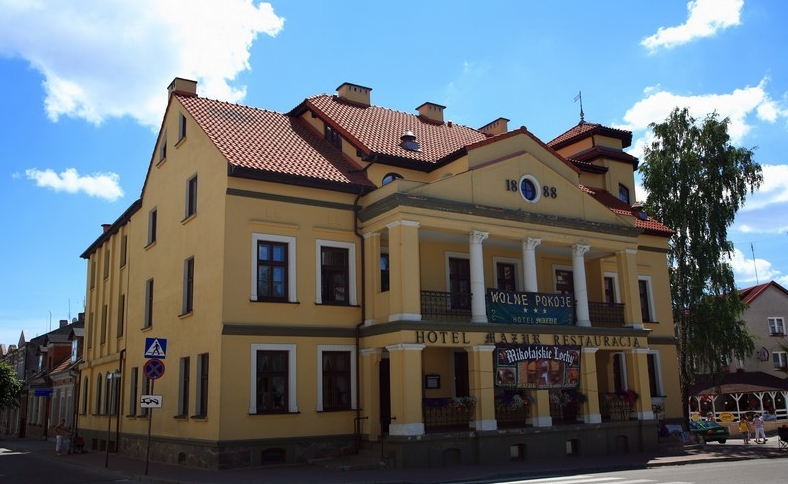
Hotel "Mazur" (pl. Wolności 6)

Lista zabytków chronionych prawnie znajdujących się w Mikołajkach:
- część miasta,
- kościół parafialny pw. MB Różańcowej, ul. M. Kajki 25, 1910,
- kościół ewangelicki pw. Świętej Trójcy, pl. Kościelny 26, 1840,
- kostnica, obecnie budynek gospodarczy, 2. połowa XIX, budynek murowano-szachulcowy,
- cmentarz ewangelicki, ob. komunalny, ul. Kolejowa, 2. połowa XIX,
- kaplica cmentarna z początku XX w.
- cmentarz żydowski, ul. Dybowska
- młyn obecnie magazyn, ul. Kolejowa – początek XX,
- dom przy ul. M. Kajki 1a – XIX/XX wiek,
- dom przy ul. M. Kajki 2 – 1880,
- dom przy ul. M. Kajki 3 – 1840,
- dom przy ul. M. Kajki 4 – 1890,
- dom przy ul. M. Kajki 5 – 1916,
- dom przy ul. M. Kajki 6 – 1900,
- dom przy ul. M. Kajki 8 – 1898,
- dom przy ul. M. Kajki 9 – 1890,
- dom przy ul. M. Kajki 10 – 2. połowa XIX,
- dom przy ul. M. Kajki 11 – początek XX,
- dom przy ul. M. Kajki 12 – 1920,
- dom przy ul. M. Kajki 16,
- dom przy ul. M. Kajki 17 – 1930,
- dom przy ul. M. Kajki 21 – 1937,
- dom przy ul. M. Kajki 23 – 1900,
- dom przy ul. M. Kajki 24 – 1882,
- dom przy ul. M. Kajki 26 – początek XX,
- dom przy ul. M. Kajki 27 – 1869,
- dom przy ul. M. Kajki 30 – XIX/XX wiek,
- dom przy ul. M. Kajki 35 – początek XX,
- dom przy ul. M. Kajki 46a – początek XX,
- dom przy ul. M. Kajki 62 – początek XX,
- dom przy ul. M. Kajki 64 – początek XX,
- dom przy ul. M. Kajki 67 – początek XIX,
- dom przy ul. M. Kajki 77 – 2. połowa XIX,
- dom przy ul. M. Kajki 83 – koniec XIX,
- dom przy ul. M. Kajki 83a – początek XX,
- dom przy ul. M. Kajki 83b – 2. połowa XIX,
- dom przy ul. M. Kajki 85 – początek XX,
- dom przy ul. M. Kajki 96 – 2. połowa XIX,
- dom przy ul. M. Kajki 100a – początek XX,
- dom przy ul. M. Kajki 102 – 1859,
- dom przy ul. M. Kajki 104 – koniec XIX,
- dom przy ul. M. Kajki 106 – 1933,
- dom przy ul. Kowalska 2a – koniec XIX,
- dom przy ul. 3 Maja 1 – po 1920,
- dom przy ul. 3 Maja 6 – początek XX,
- dom przy ul. 3 Maja 9 – 1913,
- dom przy ul. 3 Maja 11 – 1890,
- dom przy ul. 3 Maja 12 – 1910,
- dom przy ul. 3 Maja 14 – 1880,
- dom przy ul. 3 Maja 16 – 1930,
- dom przy ul. 3 Maja 17 – początek XX,
- dom przy ul. 3 Maja 22 – XIX/XX wiek,
- dom przy ul. 3 Maja 24 – XIX wiek,
- dom przy ul. Mrągowska 1 – połowa XIX,
- dom przy ul. Mrągowska 3 – koniec XIX, 1934,
- dom przy ul. Mrągowska 4 – połowa XIX,
- dom przy ul. Okrężna 6 – początek XX,
- dom przy pl. Wolności 1 – 2. połowa XIX,
- dom przy pl. Wolności 4 – początek XX,
- dom przy pl. Wolności 6 – początek XX, ob. Hotel "Mazur"
- dom przy pl. Wolności 7 – początek XX,
- dom przy pl. Wolności 8 – 1908,
- dom przy pl. Wolności 11 – 1890,
- dom przy pl. Wolności 12 – XIX/XX wiek,
- dom przy pl. Wolności 13 – 2. połowa XIX,
- dom przy pl. Wolności 14 – 1910,